# Parachanna
Parachanna ist eine Raubfischgattung aus der Familie der Schlangenkopffische (Channidae). Die drei Arten der Gattung kommen im tropischen Afrika vom Senegal über die Stromgebiete von Volta und Niger, dem Einzugsgebiet des Tschadsee, Niederguinea bis zum oberen und westlichen Kongobecken und dem Weißen Nil vor.

## Merkmale
Parachanna-Arten besitzen einen massigen, walzenförmigen und langgestreckten Körper mit langer Rücken- und Afterflosse und werden 32 cm bis einen halben Meter lang. Von der in Asien heimischen Schlangenkopffischgattung Channa unterscheiden sie sich durch das Fehlen von Lamellen auf der ersten Epibranchiale, des oberen Astes des ersten Kiemenbogens und einer Hyomandibulare, die das Epibranchialorgan stützt.

## Arten

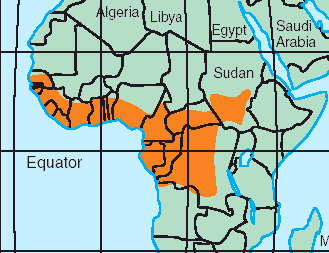
Das Verbreitungsgebiet der Gattung Parachanna in Afrika

Es gibt drei rezente und eine ausgestorbene Art:
- Afrikanischer Schlangenkopffisch (Parachanna africana) (Steindachner, 1879); 45–48 Dorsalstrahlen, 32–35 Analstrahlen, 73–83 Seitenlinienschuppen, 19–24 Querreihenschuppen.
- Parachanna insignis (Sauvage, 1884); 40–44 Dorsalstrahlen, 27–31 Analstrahlen, 73–86 Seitenlinienschuppen, 25–33 Querreihenschuppen.
- Dunkelbäuchiger Schlangenkopffisch (Parachanna obscura) (Günther, 1861); 39–45 Dorsalstrahlen, 26–32 Analstrahlen, 65–78 Seitenlinienschuppen, 19–24 Querreihenschuppen.
- † Parachanna fayumensis Murray, 2006; Fayyum, später Eozän[1]